# Den Bosniakisk-kroatiske Føderation
Føderationen Bosnien-Hercegovina (FBiH) (bosnisk og kroatisk: ‘‘Federacija Bosne i Hercegovine’’, serbisk: ‘‘Федерација Босне и Херцеговине’’) er en af de to entiteter, der udgør staten Bosnien-Hercegovina. Entiteten blev etableret som følge af Washington-aftalen i 1994 og officielt stadfæstet gennem Dayton-fredsaftalen i 1995. Den anden entitet i landet er Republika Srpska.
Oprettelsen af Føderationen Bosnien-Hercegovina var en nødvendig løsning på den interne konflikt mellem bosniakker og kroater under Borgerkrigen i Bosnien-Hercegovina (1992–1995). Washington-aftalen, underskrevet den 18. marts 1994, lagde grundlaget for et fælles styre over de områder, der var kontrolleret af bosniakker og kroater. Aftalen afsluttede dermed den væbnede konflikt mellem disse to grupper, som havde stået i åben krig siden 1993.
Den bredere borgerkrig blev afsluttet med Dayton-fredsaftalen i 1995, som fastslog Føderationen Bosnien-Hercegovina som en af landets to entiteter, parallelt med Republika Srpska. Denne administrative opdeling blev betragtet som et afgørende skridt mod at sikre varig fred og stabilitet i regionen.
Føderationen Bosnien-Hercegovina dækker omtrent 51 % af Bosnien-Hercegovinas samlede areal og er beliggende i den vestlige og centrale del af landet. Hovedstaden Sarajevo fungerer både som administrativt centrum for Føderationen og som landets nationale hovedstad.
Ifølge folketællingen i 2013 havde Føderationen Bosnien-Hercegovina en befolkning på cirka 2,2 millioner indbyggere. Den største etniske gruppe er bosniakker, som udgør omkring 70,4 % af befolkningen, efterfulgt af kroater med 22,4 % og serbere med 3,6 %. Krigen i 1990’erne resulterede i betydelige demografiske forandringer, herunder omfattende tvangsforflytninger og en forskydning af den etniske sammensætning i flere områder.
Føderationen Bosnien-Hercegovina er præget af en kompleks politisk struktur, der kendetegnes ved en høj grad af decentralisering. Entiteten er opdelt i 10 kantoner, som hver har betydelig autonomi. Hver kanton har sin egen regering og sit eget parlament, der varetager en række politikområder såsom sundhed, uddannelse og økonomisk udvikling.
På føderalt niveau består regeringen af en præsident, en regering og et tokammerparlament, der omfatter Repræsentanternes Hus og Folkets Hus. Den politiske struktur er designet til at sikre repræsentation af de to dominerende etniske grupper, bosniakker og kroater. Magtfordelingen mellem disse grupper er fastlagt i Dayton-fredsaftalen og udgør en central del af føderationens politiske system.
Pr. 2022 var Lidija Bradara præsident for Føderationen Bosnien-Hercegovina, mens Nermin Nikšić fungerede som premierminister.
Økonomien i Føderationen er karakteriseret ved en blanding af fremstillingsindustri, landbrug og turisme. Selvom Borgerkrigen efterlod varige økonomiske konsekvenser, har Føderationen i de senere år oplevet en vis økonomisk vækst, særligt inden for eksportsektoren og infrastrukturudvikling. Dog står regionen fortsat over for udfordringer såsom høj arbejdsløshed, korruption og regional fattigdom.
Bosnien-Hercegovina som helhed styres af et tredelt præsidentskab, der repræsenterer landets tre konstituerende folkegrupper: bosniakker, kroater og serbere. Hvert medlem af præsidentskabet vælges direkte af vælgerne i deres respektive entitet – bosniakker og kroater vælges fra Føderationen Bosnien-Hercegovina, mens serberne vælges fra Republika Srpska. Præsidentskabet fungerer efter en roterende model, hvor hvert medlem skiftes til at være statsoverhoved i otte måneder ad gangen i en fireårig valgperiode. Beslutninger i præsidentskabet træffes ved konsensus, hvilket betyder, at alle tre medlemmer skal være enige om væsentlige nationale anliggender.
Pr. 2022 bestod præsidentskabet af Denis Bećirović (bosniakker), Željko Komšić (kroater) og Željka Cvijanović (serbere).
Dayton-fredsaftalen var afgørende for at bringe fred og stabilitet til et land, der havde lidt under en ødelæggende borgerkrig. Aftalen har dog også mødt kritik for at cementere de etniske opdelinger, hvilket har skabt udfordringer i bestræbelserne på at udvikle en samlet national identitet. Dette har ført til hyppige politiske blokeringer og ineffektiv beslutningstagning. På trods af disse udfordringer forbliver Dayton-aftalen fundamentet for Bosnien-Hercegovinas nuværende politiske og territoriale struktur. Aftalen etablerede landet som en samlet stat bestående af de to entiteter, Føderationen Bosnien-Hercegovina og Republika Srpska, begge med en høj grad af autonomi, samt et tredelt præsidentskab for at sikre ligelig repræsentation af landets tre konstituerende folkegrupper.